# Liste de races bovines
Cette liste de races bovines recense les races domestiques de l'espèce Bos taurus (sous-espèce Bos taurus taurus — bœufs européens et proche-orientaux —, sous-espèce Bos taurus indicus — zébus — et hybrides).

## Rameaux de races

### Europe
- Celtique
- Grise des steppes
- Nordique
- Pie rouge des Montagnes
- Races bovines du littoral de la mer du Nord
- Rameau blond
- Rameau rouge
- Rameau brun
- Rameau ibérique
- Rameau sans cornes
- Rouge de la Baltique

### Afrique
- Grand zébu est-africain (Large east african zebu)
- Petit zébu est-africain (Small east african zebu)
- Sanga
- Sans bosse et à courtes cornes (Humpless shorthorns)
- Sans bosse et à courtes cornes d'Afrique du nord (North african Humpless shorthorns)
- Sans bosse et à longues cornes (Humpless longhorns)
- Zébu ouest africain (West african zebu)
- Zenga

## Races par ordre alphabétique
Légende :
- : race Bos taurus taurus (type taurin)
- : race Bos taurus indicus (type zébu)
- H : race hybride, croisement entre taurus et indicus, ou un autre bovidé...

- Haut – A
- B
- C
- D
- E
- F
- G
- H
- I
- J
- K
- L
- M
- N
- O
- P
- Q
- R
- S
- T
- U
- V
- W
- X
- Y
- Z

### A
| Type | Nom                             | Origine                          | Production | Image | Source |
| ---- | ------------------------------- | -------------------------------- | ---------- | ----- | ------ |
|      | Aberdeen Angus (Angus)          | Écosse (Royaume-Uni)             | Viande     |       | [ 1 ]  |
|      | Abigar                          | Éthiopie                         | Lait       |       |        |
|      | Abondance                       | Haute-Savoie (France)            | Mixte      |       | [ 2 ]  |
|      | Aceh                            | Sumatra (Indonésie)              |            |       | [ 3 ]  |
|      | Achai                           | Pakistan                         |            |       | [ 4 ]  |
|      | Adaptaur Belmont                | Australie                        | Viande     |       | [ 5 ]  |
|      | Afrikaner (Africander)          | Afrique du Sud                   | Viande     |       | [ 6 ]  |
|      | Agerolese                       | Italie                           | Mixte      |       | [ 7 ]  |
|      | Alambadi                        | Inde                             | Transport  |       |        |
|      | Albère (Massanaise)             | Catalogne (Espagne, France)      | Viande     |       | [ 8 ]  |
|      | Alentejana                      | Portugal                         | Viande     |       | [ 9 ]  |
|      | Algarvia                        | Portugal                         |            |       | [ 10 ] |
|      | Alistana-Sanabresa              | Espagne                          | Viande     |       | [ 11 ] |
|      | Allmogekor                      | Suède                            | Lait       |       | [ 11 ] |
|      | Alur (Nioka)                    | République démocratique du Congo |            |       | [ 12 ] |
|      | American                        | États-Unis                       | Viande     |       |        |
|      | American Angus                  | États-Unis                       | Viande     |       | [ 12 ] |
|      | Amerifax                        | États-Unis                       | Viande     |       | [ 13 ] |
|      | Amritmahal                      | Inde                             | Mixte      |       | ,      |
|      | Angeln (Angeln Rotvieh)         | Allemagne                        | Lait       |       | [ 16 ] |
|      | Angoni                          | Zambie, Mozambique               | Mixte      |       | [ 17 ] |
|      | Ankole                          | Afrique                          |            |       | [ 18 ] |
|      | Ansbach-Triesdorfer             | Allemagne                        | Mixte      |       | [ 19 ] |
|      | Anxi (Anzai)                    | Gansu (Chine)                    |            |       | [ 20 ] |
| H    | Apeijiaza                       | Tibet (Chine)                    |            |       | [ 20 ] |
|      | Aradó                           | Éthiopie                         |            |       | [ 21 ] |
|      | Armoricaine                     | France                           | Mixte      |       | [ 22 ] |
|      | Arouquesa                       | Portugal                         | Mixte      |       | [ 22 ] |
|      | Asturiana de la montaña         | Espagne                          | Viande     |       |        |
|      | Asturiana de los Valles         | Espagne                          | Viande     |       |        |
|      | Aubrac                          | France                           | Mixte      |       | [ 23 ] |
|      | Aure-et-Saint-Girons            | France                           | Mixte      |       |        |
|      | Aurochs de Heck (Aurox)         | Allemagne                        |            |       |        |
|      | Australian lowline              | Australie                        | Viande     |       |        |
|      | Avileña (Avileña negra iberica) | Espagne, Portugal                | Viande     |       | [ 24 ] |
|      | Ayrshire                        | Écosse (Royaume-Uni)             | Lait       |       | [ 25 ] |
|      | Azawak                          | Mali et Niger                    | Mixte      |       |        |

- Haut – A
- B
- C
- D
- E
- F
- G
- H
- I
- J
- K
- L
- M
- N
- O
- P
- Q
- R
- S
- T
- U
- V
- W
- X
- Y
- Z

### B
| Type | Nom                               | Origine                       | Production    | Image | Source |
| ---- | --------------------------------- | ----------------------------- | ------------- | ----- | ------ |
|      | Bachaur (Sitamarhi)               | Inde                          | Transport     |       | [ 14 ] |
|      | Badri                             | Inde                          |               |       | [ 14 ] |
|      | Baggara                           | Soudan                        |               |       | [ 26 ] |
|      | Baila                             | Zambie                        |               |       | [ 27 ] |
|      | Baladi                            | Égypte                        | Mixte         |       | [ 27 ] |
|      | Baoulé                            | Côte d'Ivoire                 | Mixte         |       |        |
|      | Bargur                            | Inde                          | Transport     |       | [ 14 ] |
|      | Barotse                           | Angola, Zambie                |               |       | [ 28 ] |
|      | Barrosã (Barrosão)                | Portugal                      | Mixte         |       | [ 28 ] |
|      | Barroso                           | Guatemala                     | Mixte         |       | [ 29 ] |
| H    | Barzona                           | États-Unis                    | Viande        |       | [ 30 ] |
|      | Bazadaise                         | France                        | Viande        |       | [ 31 ] |
|      | Béarnaise                         | France                        | Mixte         |       | [ 32 ] |
| H    | Beefalo                           | États-Unis                    | Viande        |       | [ 33 ] |
|      | Beefmaker                         | Australie                     | Viande        |       | [ 33 ] |
| H    | Beefmaster                        | États-Unis                    | Viande        |       | [ 33 ] |
|      | Belahi                            | Inde                          |               |       | ,      |
|      | Bengali (Bangladaise)             | Bangladesh                    | Transport     |       | [ 34 ] |
|      | Berrenda en Colorado              | Espagne                       | Viande        |       | [ 35 ] |
|      | Betizu                            | Pays basque (France, Espagne) | Viande        |       | [ 35 ] |
|      | Bestuzhev                         | Russie                        |               |       | [ 35 ] |
|      | Bhagnari                          | Pakistan                      |               |       | [ 36 ] |
|      | Binjharpuri                       | Inde                          |               |       | [ 14 ] |
|      | Blaarkop (Groningen)              | Pays-Bas                      | Lait          |       | [ 37 ] |
|      | Black baldy                       | Australie et Nouvelle-Zélande | Viande        |       |        |
|      | Blanc bleu belge                  | Belgique                      | Viande        |       |        |
|      | Blanca Cacereña                   | Espagne                       | Viande        |       |        |
|      | Blanco Orejinegro                 | Colombie                      | Viande        |       | [ 38 ] |
|      | Bleue de Bazougers                | France                        | Race éteinte  |       |        |
|      | Bleue de Lettonie                 | Lettonie                      | Mixte         |       |        |
|      | Bleue du Nord                     | France, Belgique              | Mixte         |       | [ 38 ] |
|      | Blonde d'Aquitaine                | France                        | Viande        |       | [ 39 ] |
|      | Blonde de Carinthie               | Autriche                      | Viande        |       |        |
|      | Blonde des Pyrénées               | France                        | Race éteinte  |       |        |
|      | Bœuf gris de Hongrie              | Hongrie                       | Viande        |       |        |
|      | Bohuskulla                        | Suède                         | Lait          |       |        |
| H    | Bonsmara                          | Afrique du Sud                | Viande        |       | [ 40 ] |
|      | Boran                             | Kenya, Éthiopie et Somalie    | Viande        |       |        |
|      | Bordelaise                        | France                        | Lait          |       | [ 41 ] |
|      | Bó Riabhach                       | Irlande                       | Lait          |       | [ 42 ] |
|      | Boškarin (Bœuf d'Istrie)          | Croatie                       | Transport     |       |        |
| H    | Braford                           | États-Unis                    | Viande, rodéo |       |        |
|      | Brahmane                          | États-Unis                    | Lait          |       | [ 43 ] |
| H    | Brahmousin                        | États-Unis                    | Viande        |       | [ 44 ] |
| H    | Brangus                           | États-Unis                    | Viande        |       | [ 45 ] |
|      | Braunvieh                         | Suisse                        | Lait          |       | [ 46 ] |
|      | Brava (Race de Combat)            | France                        | Corrida       |       | [ 45 ] |
|      | Bressanne                         | France                        | Race éteinte  |       |        |
|      | Bretonne Pie Noir                 | France                        | Mixte         |       | [ 47 ] |
|      | British White                     | Angleterre (Royaume-Uni)      | Viande        |       |        |
|      | Brown swiss                       | États-Unis                    | Mixte         |       |        |
|      | Brune de l'Atlas                  | Afrique du Nord               | Mixte         |       | [ 48 ] |
|      | Brune de Guingamp                 | France                        | Mixte         |       |        |
|      | Brune de Lettonie (Latvian Brown) | Lettonie                      | Lait          |       | [ 49 ] |
|      | Brune (Brune des Alpes)           | Alpes suisses (Suisse)        | Mixte         |       |        |
|      | Brune italienne                   | Italie                        | Lait          |       |        |
|      | BueLingo                          | États-Unis                    | Viande        |       |        |
|      | Burlina                           | Italie                        | Lait          |       | [ 50 ] |
|      | Buša                              | Balkans (ex-Yougoslavie)      | Mixte         |       | [ 51 ] |

- Haut – A
- B
- C
- D
- E
- F
- G
- H
- I
- J
- K
- L
- M
- N
- O
- P
- Q
- R
- S
- T
- U
- V
- W
- X
- Y
- Z

### C
| Type | Nom                               | Origine             | Production         | Image | Source |
| ---- | --------------------------------- | ------------------- | ------------------ | ----- | ------ |
|      | Cabannina                         | Italie              | Mixte              |       | [ 52 ] |
|      | Cachena                           | Espagne, Portugal   | Viande             |       | [ 53 ] |
|      | Calvana                           | Italie              | Viande             |       | [ 54 ] |
|      | Camargue                          | Camargue (France)   | Course camarguaise |       | [ 55 ] |
|      | Campuzano                         | Colombie            |                    |       | [ 56 ] |
|      | Canadienne                        | Québec (Canada)     | Mixte              |       | [ 56 ] |
|      | Canaria                           | Espagne             | Viande             |       | [ 57 ] |
| H    | Canchim                           | Brésil              | Viande             |       | [ 56 ] |
|      | Caqueteño                         | Colombie            | Viande             |       |        |
|      | Caracu                            | Brésil              | Mixte              |       |        |
|      | Cardena andaluza                  | Espagne             | Viande             |       |        |
|      | Casanareño                        | Colombie            | Viande             |       |        |
|      | Chaidamu (Caidamu)                | Chine               |                    |       | [ 55 ] |
|      | Channi                            | Pakistan            | Transport          |       | [ 58 ] |
| H    | Charbray                          | Australie           | Viande             |       | [ 59 ] |
|      | Charolaise                        | France              | Viande             |       | [ 60 ] |
|      | Cheurfa                           | Algérie             | Mixte              |       |        |
|      | Chiangus                          | États-Unis          | Viande             |       |        |
|      | Chianina                          | Italie              | Viande             |       | [ 61 ] |
|      | Chino santandereano               | Colombie            | Viande             |       |        |
|      | Chittagong rouge (Red Chittagong) | Bangladesh          | Lait               |       |        |
|      | Cikasto govedo                    | Slovénie            | Mixte              |       |        |
|      | Cinisara                          | Italie              | Lait               |       | [ 62 ] |
|      | Cocardier                         | France              | Course camarguaise |       |        |
|      | Corriente                         | États-Unis          | Viande             |       | [ 63 ] |
|      | Corse                             | Corse (France)      | Viande             |       | [ 63 ] |
|      | Costeño con cuernos               | Colombie            | Mixte              |       | [ 64 ] |
|      | Coursière                         | France              | Course landaise    |       |        |
| H    | Créole                            | Guadeloupe (France) | Viande             |       | [ 63 ] |
|      | Criollo argentin                  | Argentine           |                    |       | [ 65 ] |

- Haut – A
- B
- C
- D
- E
- F
- G
- H
- I
- J
- K
- L
- M
- N
- O
- P
- Q
- R
- S
- T
- U
- V
- W
- X
- Y
- Z

### D
| Type | Nom                 | Origine                  | Production | Image | Source |
| ---- | ------------------- | ------------------------ | ---------- | ----- | ------ |
|      | Dagri               | Inde                     |            |       | [ 14 ] |
|      | Dajal (Dajjal)      | Pakistan                 |            |       | [ 66 ] |
|      | Dangi               | Inde                     | Transport  |       | [ 14 ] |
|      | Dengchuan           | Chine                    |            |       | [ 67 ] |
|      | Deoni               | Inde                     | Transport  |       | [ 14 ] |
|      | Deutsches Braunvieh | Allemagne                | Lait       |       |        |
|      | Devon               | Angleterre (Royaume-Uni) | Viande     |       | [ 67 ] |
|      | Dexter              | Irlande                  | Mixte      |       | [ 68 ] |
|      | Dhanni              | Pakistan                 |            |       | [ 69 ] |
|      | D'jakoré            | Sénégal                  | Mixte      |       |        |
|      | Djelli              | Niger                    | Viande     |       |        |
|      | Dølafe              | Norvège                  | Mixte      |       | [ 70 ] |
|      | Drakensberg         | Afrique du Sud           | Viande     |       |        |
| H    | Droughtmaster       | Australie                | Viande     |       | [ 71 ] |
| H    | Dwarf Lulu          | Asie centrale            |            |       |        |
| H    | Dzo (Zobo)          | Asie centrale            |            |       |        |

- Haut – A
- B
- C
- D
- E
- F
- G
- H
- I
- J
- K
- L
- M
- N
- O
- P
- Q
- R
- S
- T
- U
- V
- W
- X
- Y
- Z

### E
| Type | Nom                    | Origine  | Production | Image | Source |
| ---- | ---------------------- | -------- | ---------- | ----- | ------ |
|      | Eesti maatõug          | Estonie  | Lait       |       |        |
|      | Eesti Punane           | Estonie  | Lait       |       |        |
|      | Ennstaler bergschecken | Autriche | Mixte      |       |        |
|      | Évolène                | Suisse   | Mixte      |       | [ 72 ] |

- Haut – A
- B
- C
- D
- E
- F
- G
- H
- I
- J
- K
- L
- M
- N
- O
- P
- Q
- R
- S
- T
- U
- V
- W
- X
- Y
- Z

### F
| Type | Nom                           | Origine                 | Production   | Image | Source |
| ---- | ----------------------------- | ----------------------- | ------------ | ----- | ------ |
|      | Fémeline                      | Massif du Jura (France) | Race éteinte |       |        |
|      | Ferrandaise                   | France                  | Mixte        |       |        |
|      | Fjall                         | Suède                   | Mixte        |       | [ 73 ] |
|      | Fjord de l'ouest              | Norvège                 | Lait         |       |        |
|      | Fleckvieh                     | Allemagne               | Mixte        |       |        |
|      | Fribourgeoise                 | Suisse                  | Race éteinte |       |        |
|      | Frieiresa                     | Espagne                 | Viande       |       |        |
|      | Frisonne                      | France                  | Race éteinte |       |        |
|      | Frisonne-sahiwal australienne | Australie               | Lait         |       |        |
|      | Froment du Léon               | France                  | Lait         |       |        |

- Haut – A
- B
- C
- D
- E
- F
- G
- H
- I
- J
- K
- L
- M
- N
- O
- P
- Q
- R
- S
- T
- U
- V
- W
- X
- Y
- Z

### G
| Type | Nom                                       | Origine                      | Production   | Image | Source |
| ---- | ----------------------------------------- | ---------------------------- | ------------ | ----- | ------ |
|      | Galloway                                  | Écosse (Royaume-Uni)         | Viande       |       | [ 74 ] |
|      | Galloway ceinturée                        | Écosse (Royaume-Uni)         | Viande       |       | [ 75 ] |
|      | Gangatiri                                 | Inde                         | Mixte        |       | [ 14 ] |
|      | Gaolao                                    | Inde                         | Transport    |       | [ 14 ] |
|      | Garfagnina                                | Italie                       | Mixte        |       | [ 76 ] |
|      | Garonnaise                                | France                       | Race éteinte |       |        |
|      | Garvonesa                                 | Portugal                     | Viande       |       |        |
|      | Gasconne des Pyrénées                     | France                       | Viande       |       | [ 77 ] |
|      | Gelbvieh                                  | Allemagne                    | Mixte        |       | [ 78 ] |
|      | Gessienne                                 | France                       | Race éteinte |       |        |
|      | Ghumusari                                 | Inde                         |              |       | [ 14 ] |
|      | Gir                                       | Inde                         | Lait         |       | [ 14 ] |
|      | Glamorgan                                 | Pays de Galles (Royaume-Uni) | Lait         |       |        |
|      | Glan rind (Glan)                          | Allemagne                    | Mixte        |       | [ 79 ] |
|      | Gloucester                                | Angleterre (Royaume-Uni)     | Mixte        |       | [ 80 ] |
|      | Gobra                                     | Sénégal, Mauritanie          |              |       | [ 81 ] |
|      | Gorbatov rouge                            | Russie                       | Lait         |       |        |
|      | Goudali                                   | Afrique occidentale          | Mixte        |       |        |
|      | Grigio alpina (Grey Alpine)               | Italie                       | Lait         |       | [ 82 ] |
|      | Grise de Lituanie                         | Lituanie                     | Mixte        |       |        |
|      | Grise de Murray (Murray Grey)             | Australie                    | Viande       |       | [ 83 ] |
|      | Grise du nord Bengale (North Bengal gray) | Bangladesh                   | Transport    |       |        |
|      | Grise rhétique                            | Suisse                       | Mixte        |       |        |
|      | Grise ukrainienne                         | Ukraine                      | Viande       |       |        |
|      | Guelmoise                                 | Algérie                      | Mixte        |       |        |
|      | Guernesey                                 | Guernesey (Royaume-Uni)      | Lait         |       | [ 84 ] |
|      | Guzerá (Guzerat)                          | Brésil                       | Viande       |       | [ 85 ] |

- Haut – A
- B
- C
- D
- E
- F
- G
- H
- I
- J
- K
- L
- M
- N
- O
- P
- Q
- R
- S
- T
- U
- V
- W
- X
- Y
- Z

### H
| Type | Nom                                     | Origine              | Production | Image | Source |
| ---- | --------------------------------------- | -------------------- | ---------- | ----- | ------ |
|      | Hallikar                                | Inde                 | Transport  |       | [ 14 ] |
|      | Hanu (Coréenne brune)                   | Corée                | Viande     |       |        |
|      | Hariana                                 | Inde et Bangladesh   | Transport  |       | [ 14 ] |
|      | Hartón del valle (Harton, Vallecaucana) | Colombie             | Mixte      |       | [ 86 ] |
|      | Harzer rotvieh                          | Allemagne            | Mixte      |       |        |
|      | Hays converter                          | Canada               | Viande     |       | [ 87 ] |
|      | Hereford                                | Royaume-Uni          | Viande     |       | [ 88 ] |
|      | Highland                                | Écosse (Royaume-Uni) | Mixte      |       | [ 89 ] |
|      | Himachali Pahari                        | Inde                 |            |       | [ 14 ] |
|      | Hinterwälder                            | Allemagne            | Mixte      |       | [ 90 ] |
|      | Holando-Argentino                       | Argentine            | Lait       |       | [ 91 ] |
|      | Holstein                                | Allemagne, Pays-Bas  | Lait       |       | [ 92 ] |
|      | Horro (Wallega, Wollega)                | Éthiopie             | Mixte      |       | [ 93 ] |

- Haut – A
- B
- C
- D
- E
- F
- G
- H
- I
- J
- K
- L
- M
- N
- O
- P
- Q
- R
- S
- T
- U
- V
- W
- X
- Y
- Z

### I
| Type | Nom            | Origine   | Production | Image | Source |
| ---- | -------------- | --------- | ---------- | ----- | ------ |
|      | Iakoute        | Russie    | Mixte      |       |        |
|      | Iaroslavl      | Russie    | Lait       |       |        |
|      | Illawarra      | Australie | Lait       |       | [ 94 ] |
|      | Indubrasil     | Brésil    | Viande     |       | [ 95 ] |
|      | INRA 95        | France    | Viande     |       |        |
|      | Irish moiled   | Irlande   | Mixte      |       | [ 96 ] |
|      | Islandaise     | Islande   | Mixte      |       | [ 97 ] |
|      | Istobensk      | Russie    | Lait       |       | [ 98 ] |
|      | Itäsuomenkarja | Finlande  | Lait       |       |        |

- Haut – A
- B
- C
- D
- E
- F
- G
- H
- I
- J
- K
- L
- M
- N
- O
- P
- Q
- R
- S
- T
- U
- V
- W
- X
- Y
- Z

### J
| Type | Nom                            | Origine              | Production | Image | Source |
| ---- | ------------------------------ | -------------------- | ---------- | ----- | ------ |
|      | Japanese black                 | Japon                | Viande     |       |        |
|      | Japanese poll                  | Japon                | Viande     |       |        |
|      | Jaune du Sud (Southern Yellow) | Chine                | Viande     |       |        |
|      | Jersiaise (Jersey)             | Jersey (Royaume-Uni) | Lait       |       | [ 99 ] |
|      | Jutland                        | Danemark             | Lait       |       |        |

- Haut – A
- B
- C
- D
- E
- F
- G
- H
- I
- J
- K
- L
- M
- N
- O
- P
- Q
- R
- S
- T
- U
- V
- W
- X
- Y
- Z

### K
| Type | Nom                  | Origine           | Production | Image | Source  |
| ---- | -------------------- | ----------------- | ---------- | ----- | ------- |
|      | Kalmouk              | Mongolie et Chine | Viande     |       |         |
|      | Kangayam             | Inde              | Lait       |       | [ 14 ]  |
|      | Kankrej              | Inde              | Transport  |       | [ 14 ]  |
|      | Kathani              | Inde              |            |       | [ 14 ]  |
|      | Kenkatha (Kenwariya) | Inde              |            |       | ,       |
|      | Kerry                | Irlande           |            |       | [ 101 ] |
|      | Khariar              | Inde              |            |       | [ 14 ]  |
|      | Kherigarh            | Inde              |            |       | [ 14 ]  |
|      | Khillar              | Inde              | Mixte      |       | [ 14 ]  |
|      | Kholmogory           | Russie            |            |       | [ 102 ] |
|      | Konkan Kapila        | Inde              |            |       | [ 14 ]  |
|      | Kosali               | Inde              |            |       | [ 14 ]  |
|      | Kostroma             | Russie            | Lait       |       |         |
|      | Kouri                | Tchad             | Lait       |       | [ 103 ] |
|      | Krishna Valley       | Inde              |            |       | [ 14 ]  |

- Haut – A
- B
- C
- D
- E
- F
- G
- H
- I
- J
- K
- L
- M
- N
- O
- P
- Q
- R
- S
- T
- U
- V
- W
- X
- Y
- Z

### L
| Type | Nom                                   | Origine              | Production | Image | Source  |
| ---- | ------------------------------------- | -------------------- | ---------- | ----- | ------- |
|      | Ladakhi                               | Inde                 |            |       | [ 14 ]  |
|      | Lakenvelder                           | Pays-Bas             | Mixte      |       |         |
|      | Lakhimi                               | Inde                 |            |       | [ 14 ]  |
|      | Länsisuomenkarja (Western Finncattle) | Finlande             | Mixte      |       |         |
|      | Limia                                 | Espagne              | Viande     |       |         |
|      | Limousine                             | Limousin (France)    | Viande     |       | [ 104 ] |
|      | Limpurg (Limpurger)                   | Allemagne            | Mixte      |       | [ 105 ] |
|      | Lincoln Red                           | Écosse (Royaume-Uni) | Viande     |       | [ 106 ] |
|      | Lineback                              | États-Unis           | Mixte      |       |         |
|      | Lohani                                | Pakistan             |            |       | [ 107 ] |
|      | Longhorn (English Longhorn)           | Royaume-Uni          | Viande     |       | [ 108 ] |
|      | Lourdaise                             | France               | Mixte      |       | [ 109 ] |
|      | Lucerna                               | Colombie             | Lait       |       |         |
|      | Luing                                 | Royaume-Uni          | Viande     |       | [ 110 ] |

- Haut – A
- B
- C
- D
- E
- F
- G
- H
- I
- J
- K
- L
- M
- N
- O
- P
- Q
- R
- S
- T
- U
- V
- W
- X
- Y
- Z

### M
| Type | Nom                           | Origine                          | Production                     | Image | Source  |
| ---- | ----------------------------- | -------------------------------- | ------------------------------ | ----- | ------- |
|      | Malnad Gidda                  | Inde                             | Mixte                          |       | [ 14 ]  |
|      | Malvi                         | Inde                             | Transport                      |       | [ 14 ]  |
|      | Mancelle                      | Maine-Anjou (France)             | Race éteinte                   |       |         |
|      | Mandalong                     | Australie                        | Viande                         |       | [ 111 ] |
|      | Maraîchine                    | France                           | Mixte                          |       |         |
|      | Marchigiana                   | Italie                           | Viande                         |       | [ 112 ] |
|      | Maremmana                     | Italie                           | Viande                         |       | [ 113 ] |
|      | Marine landaise               | France                           | Entretien des espaces naturels |       |         |
|      | Marinhoa                      | Portugal                         | Viande                         |       |         |
|      | Marismeña                     | Espagne                          | Viande                         |       |         |
|      | Maronesa                      | Portugal                         | Viande                         |       |         |
|      | Masaï                         | Kenya et Tanzanie                | Mixte                          |       | [ 114 ] |
|      | Mashona                       | Zimbabwe                         |                                |       | [ 115 ] |
|      | Masilum                       | Inde                             |                                |       | [ 14 ]  |
|      | Mateba                        | République démocratique du Congo |                                |       |         |
|      | M'bororo                      | Afrique sahelienne               | Mixte                          |       |         |
|      | Menorquina                    | Espagne                          | Lait                           |       |         |
|      | Mertolenga                    | Portugal                         | Viande                         |       |         |
|      | Meuse-Rhin-Yssel              | Pays-Bas et Allemagne            | Mixte                          |       | [ 116 ] |
|      | Mewati                        | Inde                             |                                |       | [ 14 ]  |
|      | Mézine                        | France                           | Race éteinte                   |       |         |
|      | Milking Devon                 | États-Unis                       | Lait                           |       | [ 117 ] |
|      | Minhota (Galega)              | Portugal                         | Viande                         |       |         |
|      | Mirandaise (Gasconne aréolée) | France                           | Mixte                          |       |         |
|      | Mirandesa                     | Portugal                         | Viande                         |       | [ 118 ] |
|      | Modenese (White Val Padana)   | Italie                           | Mixte                          |       | [ 119 ] |
|      | Modicana                      | Sicile (Italie)                  |                                |       | [ 120 ] |
|      | Moka (Bœuf Moka)              | La Réunion (France)              |                                |       |         |
|      | Monchina                      | Espagne                          | Viande                         |       |         |
|      | Montbéliarde                  | Franche-Comté (France)           | Mixte                          |       | [ 121 ] |
|      | Morucha                       | Espagne                          | Viande                         |       | [ 122 ] |
|      | Morvandelle                   | France                           | Race éteinte                   |       |         |
|      | Motu                          | Inde                             |                                |       | [ 14 ]  |
|      | Murboden                      | Autriche                         | Mixte                          |       | [ 123 ] |
|      | Murciana levantina            | Espagne                          | Viande                         |       |         |
|      | Murnau-werdenfels             | Autriche                         | Mixte                          |       |         |

- Haut – A
- B
- C
- D
- E
- F
- G
- H
- I
- J
- K
- L
- M
- N
- O
- P
- Q
- R
- S
- T
- U
- V
- W
- X
- Y
- Z

### N
| Type | Nom               | Origine               | Production | Image | Source  |
| ---- | ----------------- | --------------------- | ---------- | ----- | ------- |
|      | Nagori            | Inde                  | Transport  |       | [ 14 ]  |
|      | Nantaise          | France                | Mixte      |       |         |
|      | Nanyang (Nan'yan) | Chine                 |            |       | [ 124 ] |
|      | Nari              | Inde                  |            |       | [ 14 ]  |
|      | Ndama (N'dama)    | Fouta-Djalon (Guinée) | Viande     |       | [ 125 ] |
|      | Negra andaluza    | Espagne               | Viande     |       |         |
|      | Nelore            | Brésil                | Viande     |       | [ 126 ] |
|      | Nguni             | Afrique australe      | Viande     |       | [ 127 ] |
|      | Nimari            | Inde                  | Transport  |       | [ 14 ]  |
|      | Nordland          | Norvège               | Mixte      |       |         |
|      | Normande          | Normandie (France)    | Mixte      |       | [ 128 ] |

- Haut – A
- B
- C
- D
- E
- F
- G
- H
- I
- J
- K
- L
- M
- N
- O
- P
- Q
- R
- S
- T
- U
- V
- W
- X
- Y
- Z

### O
| Type | Nom    | Origine | Production | Image | Source |
| ---- | ------ | ------- | ---------- | ----- | ------ |
|      | Ongole | Inde    | Transport  |       | [ 14 ] |

- Haut – A
- B
- C
- D
- E
- F
- G
- H
- I
- J
- K
- L
- M
- N
- O
- P
- Q
- R
- S
- T
- U
- V
- W
- X
- Y
- Z

### P
| Type | Nom                                      | Origine              | Production   | Image | Source  |
| ---- | ---------------------------------------- | -------------------- | ------------ | ----- | ------- |
|      | Pabna                                    | Bangladesh           | Lait         |       |         |
|      | Pajuna                                   | Espagne              | Viande       |       |         |
|      | Palmera                                  | Espagne              | Viande       |       |         |
|      | Parthenaise                              | France               | Viande       |       | [ 129 ] |
|      | Pasiega                                  | Espagne              | Lait         |       |         |
|      | Pasturina                                | Italie               | Transport    |       | [ 130 ] |
|      | Piémontaise (Piedmontese)                | Italie               | Viande       |       | [ 131 ] |
|      | Pie noire du Danemark (SDM)              | Danemark             | Mixte        |       |         |
|      | Pie noire russe                          | Russie               | Lait         |       |         |
|      | Pie rouge belge                          | Belgique             | Mixte        |       |         |
|      | Pie rouge de Carhaix                     | France               | Race éteinte |       |         |
|      | Pie rouge de Norvège                     | Norvège              | Lait         |       |         |
|      | Pie rouge de Suède                       | Suède                | Lait         |       |         |
|      | Pie rouge des plaines                    | France               | Lait         |       |         |
|      | Pineywoods                               | Floride (États-Unis) | Viande       |       |         |
|      | Pinzgauer                                | Autriche             | Mixte        |       | [ 132 ] |
|      | Pirenaica                                | Espagne              | Viande       |       |         |
|      | Pisana (Mucco Pisana)                    | Italie               | Mixte        |       | [ 133 ] |
|      | Poda Thurpu                              | Inde                 |              |       | [ 14 ]  |
|      | Podolica                                 | Italie               | Mixte        |       | [ 134 ] |
|      | Pohjoissuomenkarja (Northern Finncattle) | Finlande             | Mixte        |       |         |
|      | Pontremolese                             | Italie               | Transport    |       | [ 135 ] |
|      | Ponwar                                   | Inde                 | Transport    |       | [ 14 ]  |
|      | Prim'Holstein                            | France               | Lait         |       |         |
|      | Pulikulam                                | Inde                 |              |       | [ 14 ]  |
|      | Punganur                                 | Inde                 | Lait         |       | [ 14 ]  |
|      | Purnea                                   | Inde                 |              |       | [ 14 ]  |
|      | Pustertaler                              | Italie               | Mixte        |       | [ 136 ] |

- Haut – A
- B
- C
- D
- E
- F
- G
- H
- I
- J
- K
- L
- M
- N
- O
- P
- Q
- R
- S
- T
- U
- V
- W
- X
- Y
- Z

### Q
| Type | Nom                   | Origine | Production | Image | Source  |
| ---- | --------------------- | ------- | ---------- | ----- | ------- |
|      | Qingchuan (Quinchuan) | Chine   | Viande     |       | [ 137 ] |

- Haut – A
- B
- C
- D
- E
- F
- G
- H
- I
- J
- K
- L
- M
- N
- O
- P
- Q
- R
- S
- T
- U
- V
- W
- X
- Y
- Z

### R
| Type | Nom                                                      | Origine                  | Production | Image | Source  |
| ---- | -------------------------------------------------------- | ------------------------ | ---------- | ----- | ------- |
|      | Rahaji (Red Bororo)                                      | Afrique                  | Lait       |       |         |
|      | Ramo grande                                              | Portugal                 | Viande     |       |         |
|      | Randall                                                  | Vermont (États-Unis)     | Lait       |       |         |
|      | Rathi                                                    | Inde                     | Transport  |       | [ 14 ]  |
|      | Razzetta d'Oropa                                         | Italie                   | Mixte      |       | [ 138 ] |
|      | Red Fulani                                               | Afrique                  |            |       | [ 139 ] |
|      | Red holstein                                             | Europe                   |            |       |         |
|      | Red Kandhari                                             | Inde                     | Transport  |       | [ 14 ]  |
|      | Red Poll                                                 | Angleterre (Royaume-Uni) | Viande     |       |         |
|      | Reggiana                                                 | Italie                   | Mixte      |       | [ 140 ] |
|      | Rendena                                                  | Italie                   | Mixte      |       | [ 141 ] |
| H    | Renitello                                                | Madagascar               | Mixte      |       |         |
|      | Retinta                                                  | Espagne                  | Viande     |       | [ 142 ] |
|      | Ringamala                                                | Suède                    | Lait       |       |         |
|      | Rødt Dansk Malkekvæg (Rouge danoise)                     | Danemark                 | Mixte      |       |         |
|      | Rojhan                                                   | Pakistan                 |            |       | [ 143 ] |
|      | Romagnola                                                | Italie                   | Viande     |       | [ 144 ] |
|      | Romosinuano                                              | Colombie                 | Viande     |       | [ 145 ] |
| H    | Rouge Belmont                                            | Australie                | Viande     |       |         |
|      | Rouge de Belgique                                        | Belgique                 | Mixte      |       |         |
|      | Rouge de Lituanie (Lithuanian Red)                       | Lituanie                 | Lait       |       | [ 146 ] |
|      | Rouge de Norvège de l'est (Østlandsk rødkolle)           | Norvège                  | Mixte      |       |         |
|      | Rouge de Norvège de l'ouest (Vestlandsk raudkolle)       | Norvège                  | Mixte      |       |         |
|      | Rouge de Pologne (Polish Red)                            | Pologne                  | Lait       |       | [ 147 ] |
|      | Rouge de Suède                                           | Suède                    | Mixte      |       |         |
|      | Rouge des prés (Maine-Anjou)                             | France                   | Mixte      |       | [ 148 ] |
|      | Rouge flamande                                           | France                   | Lait       |       |         |
|      | Rouge sicilienne (Rossa Siciliana, Mezzalina, Montanina) | Sicile (Italie)          | Lait       |       | [ 149 ] |
|      | Rubia galega                                             | Galice (Espagne)         | Viande     |       |         |

- Haut – A
- B
- C
- D
- E
- F
- G
- H
- I
- J
- K
- L
- M
- N
- O
- P
- Q
- R
- S
- T
- U
- V
- W
- X
- Y
- Z

### S
| Type | Nom                       | Origine                   | Production   | Image | Source  |
| ---- | ------------------------- | ------------------------- | ------------ | ----- | ------- |
|      | Sahiwal                   | Inde et Pakistan          | Lait         |       | [ 14 ]  |
|      | Saïnata                   | Corse (France)            | Viande       |       |         |
|      | Salers                    | Cantal (France)           | Mixte        |       | [ 150 ] |
|      | Sanchori                  | Inde                      |              |       | [ 14 ]  |
|      | Sanganer                  | Afrique du Sud            | Viande       |       |         |
|      | Sanhe                     | Chine                     | Mixte        |       | [ 151 ] |
| H    | Santa Gertrudis           | États-Unis                | Viande       |       | [ 152 ] |
|      | Saosnoise                 | France                    | Viande       |       |         |
|      | Sarabi (Ardebili)         | Azerbaïdjan, Iran         |              |       | [ 153 ] |
|      | Sarda                     | Sardaigne (Italie)        | Mixte        |       | [ 154 ] |
|      | Sardo Bruna               | Sardaigne (Italie)        | Mixte        |       | [ 155 ] |
|      | Sardo-Modicana            | Sardaigne (Italie)        | Lait         |       | [ 156 ] |
|      | Sarlabot                  | France                    | Race éteinte |       |         |
|      | Sayaguesa (Zamorana)      | Espagne                   | Transport    |       |         |
| H    | Senepol                   | Sainte-Croix (États-Unis) | Viande       |       | [ 157 ] |
|      | Shorthorn                 | Royaume-Uni               | Mixte        |       | [ 158 ] |
|      | Shweta Kapila             | Inde                      |              |       | [ 14 ]  |
| H    | Siboney (Siboney de Cuba) | Cuba                      |              |       | [ 159 ] |
| H    | Simbrah                   | États-Unis                |              |       | [ 160 ] |
|      | Simmental                 | Suisse                    | Mixte        |       | [ 161 ] |
|      | Simmental française       | Franche-Comté (France)    | Mixte        |       |         |
|      | Sindhi rouge              | Inde                      | Lait         |       | [ 14 ]  |
|      | Siri                      | Inde                      |              |       | [ 14 ]  |
|      | South Devon               | Angleterre (Royaume-Uni)  | Viande       |       |         |
|      | Speckle park              | Canada                    | Viande       |       |         |
|      | Square Meater             | Australie                 | Viande       |       |         |
|      | Sussex                    | Royaume-Uni               | Viande       |       | [ 162 ] |
|      | Sytchiovka                | Russie                    | Mixte        |       |         |

- Haut – A
- B
- C
- D
- E
- F
- G
- H
- I
- J
- K
- L
- M
- N
- O
- P
- Q
- R
- S
- T
- U
- V
- W
- X
- Y
- Z

### T
| Type | Nom                               | Origine                  | Production                | Image | Source  |
| ---- | --------------------------------- | ------------------------ | ------------------------- | ----- | ------- |
|      | Tambov rouge                      | Russie                   | Mixte                     |       |         |
|      | Tarentaise (Savoiarda)            | Savoie (France)          | Lait                      |       | [ 163 ] |
|      | Taureau blanc de Chillingham      | Angleterre (Royaume-Uni) | Entretien d'espaces verts |       |         |
|      | Taureau de combat (toro de lidia) | Espagne                  | Corrida                   |       | [ 164 ] |
|      | Telemark (Telemarkfe)             | Norvège                  | Lait                      |       | [ 165 ] |
|      | Terreña                           | Pays basque (Espagne)    | Mixte                     |       |         |
|      | Texas Longhorn                    | États-Unis               | Viande                    |       | [ 166 ] |
|      | Tharparkar                        | Pakistan                 | Mixte                     |       | [ 14 ]  |
|      | Thutho                            | Inde                     |                           |       | [ 14 ]  |
|      | Tiroler Grauvieh                  | Autriche                 | Mixte                     |       |         |
|      | Touli (Tuli)                      | Zimbabwe                 | Viande                    |       | [ 167 ] |
|      | Tourache                          | France                   | Race éteinte              |       |         |
|      | Tswana                            | Afrique du Sud           | Mixte                     |       | [ 168 ] |
|      | Tudanca                           | Cantabrie (Espagne)      | Viande                    |       |         |
| H    | Tulim                             | Afrique du Sud           | Viande                    |       |         |
|      | Tux-zillertal                     | Autriche                 | Mixte                     |       |         |
|      | Twinner                           | États-Unis               | Viande                    |       |         |

- Haut – A
- B
- C
- D
- E
- F
- G
- H
- I
- J
- K
- L
- M
- N
- O
- P
- Q
- R
- S
- T
- U
- V
- W
- X
- Y
- Z

### U
| Type | Nom         | Origine   | Production | Image | Source |
| ---- | ----------- | --------- | ---------- | ----- | ------ |
|      | Uckermärker | Allemagne | Viande     |       |        |
|      | Umblachery  | Inde      |            |       | [ 14 ] |

- Haut – A
- B
- C
- D
- E
- F
- G
- H
- I
- J
- K
- L
- M
- N
- O
- P
- Q
- R
- S
- T
- U
- V
- W
- X
- Y
- Z

### V
| Type | Nom                                | Origine                    | Production | Image | Source  |
| ---- | ---------------------------------- | -------------------------- | ---------- | ----- | ------- |
|      | Vache d'Hérens                     | Val d'Hérens (Suisse)      | Mixte      |       | [ 169 ] |
|      | Vache de Floride (Florida Cracker) | Floride (États-Unis)       | Viande     |       | [ 170 ] |
|      | Valdostaine pie noire              | Italie                     | Mixte      |       | [ 171 ] |
|      | Valdostaine pie rouge              | Italie                     | Mixte      |       | [ 171 ] |
|      | Vänekor                            | Suède                      | Lait       |       |         |
|      | Varzese (Ottonese, Tortonese)      | Italie                     | Mixte      |       | [ 172 ] |
|      | Vechur                             | Inde                       | Lait       |       | [ 14 ]  |
| H    | Velasquez                          | Colombie                   | Viande     |       |         |
|      | Vianesa                            | Espagne                    | Viande     |       |         |
|      | Villard-de-Lans                    | France                     | Mixte      |       |         |
|      | Vogelsberger                       | Allemagne                  | Mixte      |       |         |
|      | Vorderwälder                       | Allemagne                  | Mixte      |       |         |
|      | Vosgienne                          | Massif des Vosges (France) | Mixte      |       | [ 173 ] |

- Haut – A
- B
- C
- D
- E
- F
- G
- H
- I
- J
- K
- L
- M
- N
- O
- P
- Q
- R
- S
- T
- U
- V
- W
- X
- Y
- Z

### W
| Type | Nom                    | Origine                      | Production | Image | Source  |
| ---- | ---------------------- | ---------------------------- | ---------- | ----- | ------- |
|      | Wagyu                  | Japon                        | Viande     |       | [ 174 ] |
|      | Wakwa                  | Cameroun                     | Viande     |       |         |
|      | Waldviertler Blondvieh | Autriche                     | Mixte      |       |         |
|      | Watusi                 | Afrique de l'Est             | Mixte      |       |         |
|      | Welsh Black            | Pays de Galles (Royaume-Uni) | Mixte      |       | [ 175 ] |
|      | White Park             | Angleterre (Royaume-Uni)     | Mixte      |       | [ 176 ] |
|      | Wittgensteiner Blazed  | Allemagne                    | Mixte      |       |         |

- Haut – A
- B
- C
- D
- E
- F
- G
- H
- I
- J
- K
- L
- M
- N
- O
- P
- Q
- R
- S
- T
- U
- V
- W
- X
- Y
- Z

### X
| Type | Nom | Origine | Production | Image | Source |
| ---- | --- | ------- | ---------- | ----- | ------ |
|      |     |         |            |       |        |

- Haut – A
- B
- C
- D
- E
- F
- G
- H
- I
- J
- K
- L
- M
- N
- O
- P
- Q
- R
- S
- T
- U
- V
- W
- X
- Y
- Z

### Y
| Type | Nom     | Origine | Production | Image | Source  |
| ---- | ------- | ------- | ---------- | ----- | ------- |
|      | Yanbian | Chine   |            |       | [ 177 ] |

- Haut – A
- B
- C
- D
- E
- F
- G
- H
- I
- J
- K
- L
- M
- N
- O
- P
- Q
- R
- S
- T
- U
- V
- W
- X
- Y
- Z

### Z
| Type | Nom                                | Origine    | Production | Image | Source  |
| ---- | ---------------------------------- | ---------- | ---------- | ----- | ------- |
|      | Zébu de Madagascar (Zébu Malgache) | Madagascar |            |       | [ 178 ] |
|      | Zébu laitier australien            | Australie  | Lait       |       |         |
| H    | Żubroń                             |            |            |       |         |

## Listes de races par pays
- Liste des races bovines de France
- Liste des races bovines en danger en Allemagne, en Autriche et en Suisse